# Janusz Święcicki (rotmistrz)
Janusz Święcicki herbu Jastrzębiec – rotmistrz królewski.

## Życiorys
Daty życia nieznane, wywodził się ze szlacheckiej rodziny Święcickich herbu Jastrzębiec z Mazowsza, posiadał tam część wsi. Bratem jego matki był Janusz Świerczowski, kasztelan wiślicki, dowódca wojsk zaciężnych w bitwie pod Orszą (1514).  W latach 1519–1521, w czasie wojny z zakonem krzyżackim Święcicki dowodził jako rotmistrz chorągwią jazdy koronnej. W 1526 roku na podstawie listu przypowiedniego sformował chorągiew jazdy obrony potocznej, na której czele pozostawał do 1533. 
W 1531 wziął udział w odwetowej wyprawie hetmana Jana Tarnowskiego na Pokucie, przeciw hospodarowi mołdawskiemu Rareszowi. Podczas tych działań wojennych jego chorągiew liczyła 193 konie, a poczet rotmistrzowski Święcickiego 25 koni. Zasłużył się w bitwie pod Gwoźdźcem, gdzie walczył w straży przedniej, jego chorągiew związała walką oddziały mołdawskie, dając czas na bezpieczną przeprawę przez rzekę Czerniawę, pozostałym chorągwiom Tarnowskiego. 22 sierpnia 1531 walczył w bitwie pod Obertynem, jego rota wchodziła w skład hufu posiłkowego.
Ostatni raz wzmiankowany w 1533.